# Stade Louis Ganivet
Stade Louis Ganivet – wielofunkcyjny stadion w Faaa, na Tahiti, w Polinezji Francuskiej. Mieści 5000 osób. Używany jest głównie do meczów piłki nożnej. Jest areną domową A.S. Tefana.